# (173117) Промах
(173117) Промах (др.-греч. Πρόμαχος) — типичный троянский астероид Юпитера, движущийся в точке Лагранжа L4, в 60° впереди планеты. Астероид был открыт 24 сентября 1973 года голландскими астрономами К. Й. ван Хаутеном, И. ван Хаутен-Груневельд и Томом Герельсом в Паломарской обсерватории и назван в честь Промаха, персонажа древнегреческой мифологии.

Орбита астероида Промах и его положение в Солнечной системе